# Libnotes punctithorax
Libnotes punctithorax är en tvåvingeart som först beskrevs av Enrico Adelelmo Brunetti 1918.  Libnotes punctithorax ingår i släktet Libnotes och familjen småharkrankar. Inga underarter finns listade i Catalogue of Life.